# Persone di cognome Han
| Questa pagina contiene informazioni ricavate automaticamente dalle voci biografiche con l'ausilio del template Bio e di un bot. L'aggiornamento è periodico e automatico e ricostruisce completamente la pagina. Se manca una persona in questa lista, sei pregato di non aggiungerla, ma accertati piuttosto che la sua voce biografica contenga il template Bio e che i dati anagrafici siano correttamente compilati. Se il template Bio manca, inseriscilo tu stesso o, in alternativa, metti l'avviso {{tmp\|Bio}} che ne segnala la mancanza. Se i dati riportati sono sbagliati, correggi direttamente la voce biografica; le modifiche saranno visibili in questa lista entro pochi giorni. Per chiarimenti vedi il progetto antroponimi. La lista contiene solo le 95 persone che sono citate nell'enciclopedia e per le quali è stato implementato correttamente il template Bio. Pagina aggiornata al 23 giu 2025. |

Questa è una lista di persone presenti nell'enciclopedia che hanno il cognome Han, suddivise per attività principale.

## Artisti(1)
- Han Meilin, artista, pittore e scultore cinese (Jinan, n. 1936)

## Artisti marziali(2)
- Han Qichang, artista marziale cinese (Yuantou, n. 1895 - Pechino, † 1988)
- Han Qingtang, artista marziale cinese (Jimo, n. 1901 - † 1976)

## Atlete(1)
- Han Myeong-hui, atleta sudcoreano (n. 1945)

## Attori(1)
- Han Geng, attore e cantante cinese (Mudanjiang, n. 1984)

## Attrici(15)
- Han Chae-ah, attrice sudcoreana (Pusan, n. 1984)
- Han Eun-jung, attrice sudcoreana (Daejeon, n. 1980)
- Han Ga-in, attrice sudcoreana (Seul, n. 1982)
- Han Go-eun, attrice sudcoreana (Seul, n. 1975)
- Han Hye-jin, attrice sudcoreana (Contea di Damyang, n. 1981)
- Han Hyo-joo, attrice sudcoreana (Cheongju, n. 1987)
- Han Ji-eun, attrice sudcoreana (n. 1990)
- Han Ji-hyun, attrice sudcoreana (Seul, n. 1996)
- Han Ji-min, attrice sudcoreana (Seul, n. 1982)
- Keiko Han, attrice e doppiatrice giapponese (Tokyo, n. 1953)
- Megumi Han, attrice e doppiatrice giapponese (Tokyo, n. 1989)
- Han So-hee, attrice sudcoreana (Ulsan, n. 1993)
- Han Ye-ri, attrice sudcoreana (n. 1984)
- Han Ye-seul, attrice e modella statunitense (Los Angeles, n. 1981)
- Son Yeo-eun, attrice sudcoreana (Pusan, n. 1983)

## Calciatori(19)
- Shéu Han, ex calciatore portoghese (Inhassoro, n. 1953)
- Han Bong-zin, ex calciatore nordcoreano (n. 1945)
- Han Chang-wha, calciatore sudcoreano (n. 1922 - † 2006)
- Han Dong-won, ex calciatore sudcoreano (Suwon, n. 1986)
- Han Jinming, ex calciatore cinese (Tientsin, n. 1969)
- Han Jung-kook, ex calciatore sudcoreano (n. 1971)
- Han Kook-young, calciatore sudcoreano (Seul, n. 1990)
- Han Kwang-song, calciatore nordcoreano (Pyongyang, n. 1998)
- Han Kyo-won, calciatore sudcoreano (Incheon, n. 1990)
- Han Moon-bae, ex calciatore sudcoreano (n. 1954)
- Han Peng, ex calciatore cinese (Linyi, n. 1983)
- Han Sang-woon, calciatore sudcoreano (Taebaek, n. 1986)
- Han Song-chol, calciatore nordcoreano (n. 1977)
- Han Song-ho, ex calciatore nordcoreano
- Han Song-hyok, calciatore nordcoreano (n. 1993)
- Han Sun-il, calciatore nordcoreano (n. 1985)
- Han Tae-you, ex calciatore sudcoreano (Ulsan, n. 1981)
- Han Wenhai, ex calciatore e ex giocatore di calcio a 5 cinese (Dalian, n. 1971)
- Han Yanming, ex calciatore cinese (Tientsin, n. 1982)

## Calciatrici(1)
- Han Duan, ex calciatrice cinese (Dalian, n. 1983)

## Cantanti(3)
- Han Hong, cantante e compositrice cinese (Shigatse, n. 1971)
- Han Seung-yeon, cantante e attrice sudcoreana (Seul, n. 1988)
- Han Sun-hwa, cantante, ballerina e attrice sudcoreana (Busan, n. 1990)

## Cantautori(1)
- Han Seung-woo, cantautore, rapper e ballerino sudcoreano (Busan, n. 1994)

## Cestiste(5)
- Han Eom-ji, cestista sudcoreana (n. 1998)
- Han Hyeon, ex cestista sudcoreana (Gulabikdo, n. 1971)
- Han Hyeon-seon, ex cestista sudcoreana (n. 1973)
- Han Qingling, ex cestista cinese (n. 1960)
- Han Xu, cestista cinese (Shijiazhuang, n. 1999)

## Cestisti(2)
- Han Dejun, cestista cinese (Panjin, n. 1987)
- Han Gi-beom, ex cestista sudcoreano (n. 1964)

## Filosofi(2)
- Byung-chul Han, filosofo sudcoreano (Seul, n. 1959)
- Han Fei, filosofo e funzionario cinese († 233 a.C.)

## Giocatrici di curling(1)
- Han Yu, giocatrice di curling cinese (n. 2000)

## Goisti(1)
- Han Woo-jin, goista sudcoreano (Gwangju, n. 2005)

## Judoka(2)
- Han Hee-ju, judoka sudcoreana (n. 1997)
- Han Mi-jin, judoka sudcoreano (n. 1995)

## Lottatori(2)
- Han Myeong-u, ex lottatore sudcoreano (n. 1956)
- Han Tae-young, lottatore sudcoreano (Seul, n. 1979)

## Modelle(1)
- Yaya Han, modella cinese (n. 1982)

## Modelli(1)
- Han Hyun-min, modello sudcoreano (Seul, n. 2001)

## Nuotatrici(2)
- Han Da-kyung, nuotatrice sudcoreana (n. 2000)
- Han Xue, ex nuotatrice cinese (Pechino, n. 1981)

## Pallavoliste(2)
- Han Soo-ji, pallavolista sudcoreana (Jeonju, n. 1989)
- Han Xu, ex pallavolista cinese (Pechino, n. 1987)

## Pallavolisti(1)
- Han Sun-soo, pallavolista sudcoreano (n. 1985)

## Pattinatori artistici su ghiaccio(1)
- Han Cong, pattinatore artistico su ghiaccio cinese (Harbin, n. 1992)

## Pattinatori di short track(1)
- Han Tianyu, pattinatore di short track cinese (Liaoning, n. 1996)

## Pattinatrici di short track(1)
- Han Yutong, pattinatrice di short track cinese (Prefettura autonoma coreana di Yanbian, n. 1994)

## Pattinatrici di velocità su ghiaccio(1)
- Han Pil-hwa, ex pattinatrice di velocità su ghiaccio nordcoreana (Namp'o, n. 1942)

## Pentatleti(1)
- Han Do-ryeong, pentatleta sudcoreano (n. 1976)

## Pianiste(1)
- Connie Han, pianista e musicista statunitense (Los Angeles, n. 1996)

## Pittori(1)
- Han Gan, pittore cinese

## Politiche(1)
- Han Myeong-sook, politica sudcoreana (Pyongyang, n. 1944)

## Politici(2)
- Han Duk-soo, politico sudcoreano (Jeonju, n. 1949)
- Han Seung-soo, politico sudcoreano (Gangwon, n. 1936)

## Produttori cinematografici(1)
- Han Sanping, produttore cinematografico e regista cinese (Guangyuan, n. 1953)

## Pugili(2)
- Han Su-an, pugile sudcoreano (n. 1926 - † 1998)
- Han Soon-chul, pugile sudcoreano (n. 1984)

## Sceneggiatori(1)
- Han Ji-won, sceneggiatore sudcoreano (n. 1986)

## Schermidori(1)
- Han Myeong-seok, ex schermidore sudcoreano (n. 1944)

## Sciatori freestyle(1)
- Han Xiaopeng, sciatore freestyle cinese (n. 1983)

## Scrittori(3)
- Han Han, scrittore, musicista e produttore discografico cinese (Shanghai, n. 1982)
- Han Shaogong, scrittore cinese (Changsha, n. 1953)
- Han Yu, scrittore e poeta cinese (n. 768 - Chang'an, † 824)

## Scrittori di fantascienza(1)
- Han Song, scrittore di fantascienza e giornalista cinese (Chongqing, n. 1965)

## Scrittrici(2)
- Jenny Han, scrittrice e produttrice cinematografica statunitense (n. 1980)
- Han Kang, scrittrice sudcoreana (Gwangju, n. 1970)

## Sollevatori(2)
- Han Gyong-si, ex sollevatore nordcoreano (Pyongyang, n. 1954)
- Han Myeong-mok, sollevatore sudcoreano (Masan, n. 1991)

## Tennistavoliste(1)
- Han Ying, tennistavolista tedesca (Liaoning, n. 1983)

## Tenniste(2)
- Han Na-lae, ex tennista sudcoreana (Incheon, n. 1992)
- Han Xinyun, tennista cinese (Jinzhou, n. 1990)

## Tipografi(1)
- Ulrich Han, tipografo tedesco (Ingolstadt - Roma)

## Tiratori a volo(1)
- Han Jin-seop, tiratore a volo sudcoreano (Seul, n. 1981)